# Hübnérite
L’hübnérite est une espèce minérale composée de tungstate de manganèse de formule Mn+2WO4. Elle est le pôle manganèse de la wolframite.

## Inventeur et étymologie
Décrit par Riotte en 1865, et dédié à l'ingénieur des mines de Freiberg et métallurgiste allemand Adolph Huebner.

## Topotype
Erie et enterprize veins, Elsworth, Mammoth dist.,Nye County, Nevada, États-Unis.

## Cristallographie
- Paramètres de la maille conventionnelle : a = 4.86, b = 5.78, c = 5.02, Z = 2 ; beta = 90.816° V = 141.00
- Densité calculée = 7,13

## Cristallochimie
Elle forme une série avec la ferbérite.

## Gîtologie
Minéral typique des dépôts hydrothermaux de hautes températures, trouvé également dans les veines et dépôt des décompositions des granites et pegmatites, dans les dépôts alluvionnaires.
Associé aux sulfures (pyrite, tétraédrite, bournonite, molybdénite…), quartz, cassitérite, rhodochrosite, topaze, fluorine, tourmaline...

## Synonymie
Il existe plusieurs synonymes pour cette espèce :
- blumit  (blumite) Liebe  1863 terme qui peut être commun avec la wolframite[4]
- huebnerite
- manganowolframite

## Utilité
Avec la scheelite (CaWO4), la série des wolframites dont l'hübnérite fait partie constitue le plus important minerai de tungstène. Ce métal est très recherché pour la fabrication d'aciers spéciaux.

## Gisements remarquables
En France
- Mine de Coustou, Vielle-Aure, Vallée d'Aure, Hautes-Pyrénées [5]
- Mine de Montbelleux, Luitré, Ille-et-Vilaine [6]
- Mine des Montmins (Filon Ste Barbe), Échassières, Ébreuil, Allier [7]

Dans le monde
- Mine de Mundo Nuevo, Mundo Nuevo, Pasto Bueno District, Pallasca Province, Ancash Department, Pérou[8]
- Herichová, Chyžné, Slovenské Rudohorie, Banskobystrický Kraj, Slovaquie [9]
- Très nombreuses occurrences en Chine et aux États-Unis...

## Galerie

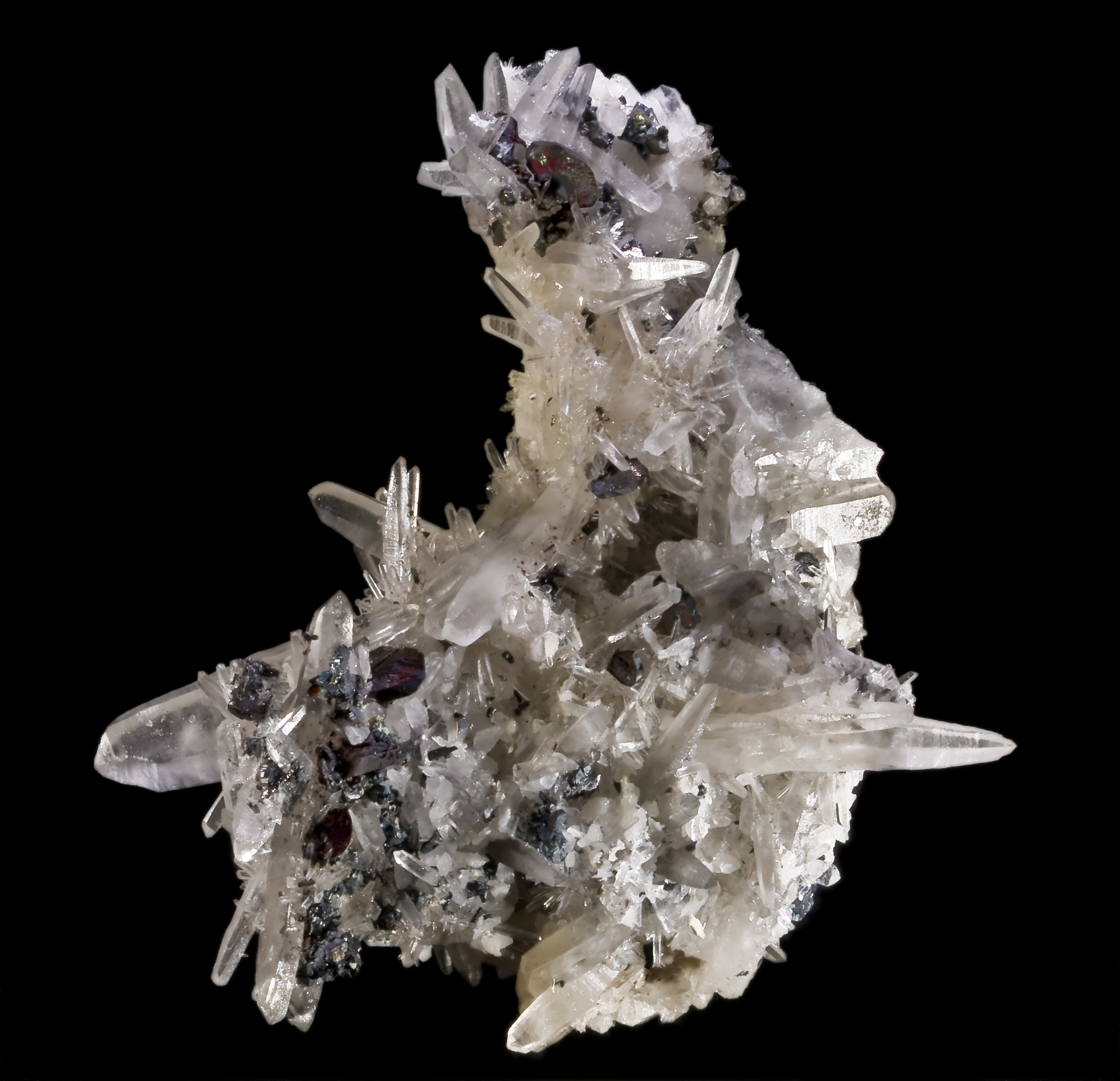
Hübénrite sur quartz  - Mine de Mondo Nuevo, Pérou (14x12cm)
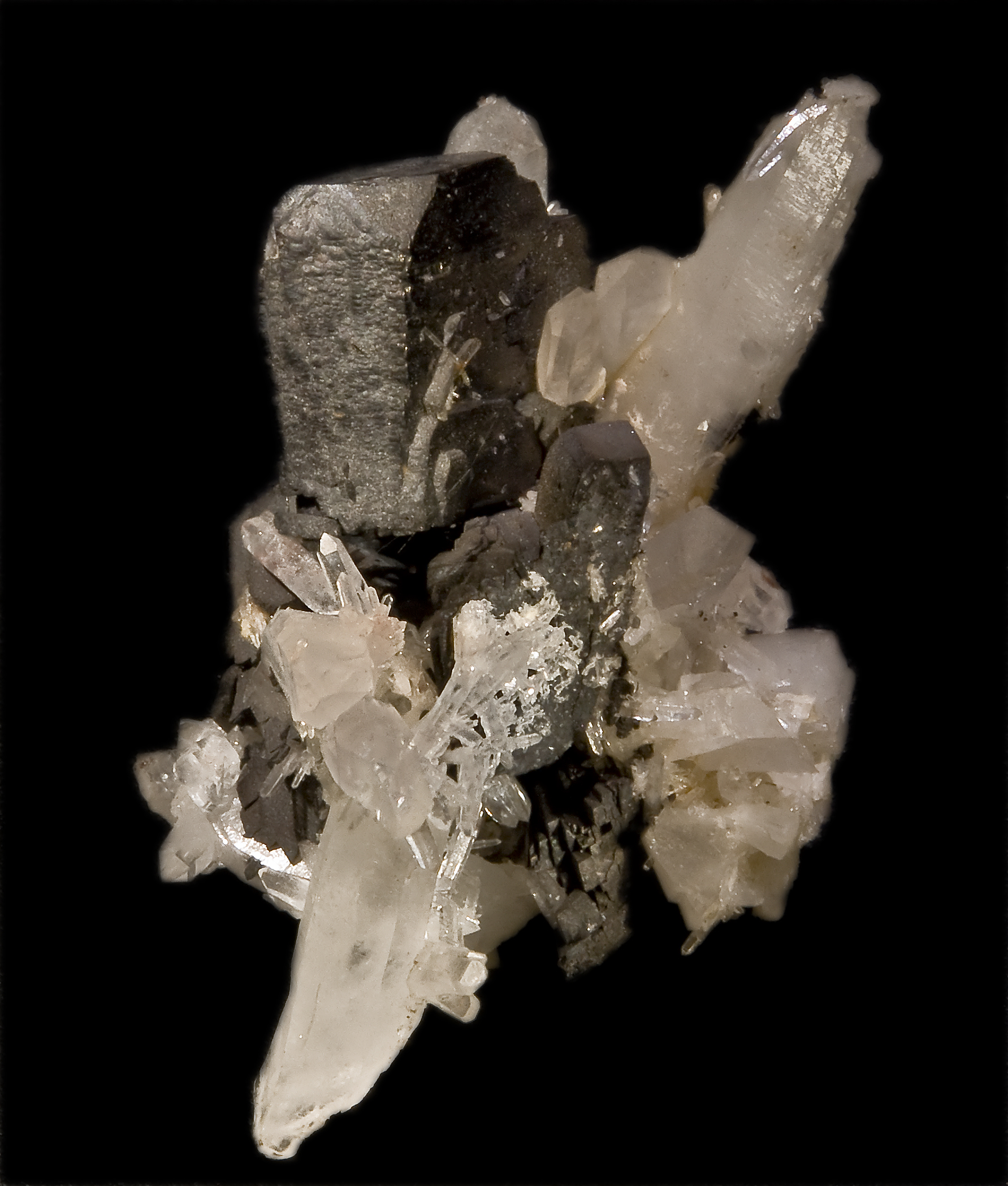
Hübénrite sur quartz - Mine Huayllapon Pérou (5,1x2,9cm)
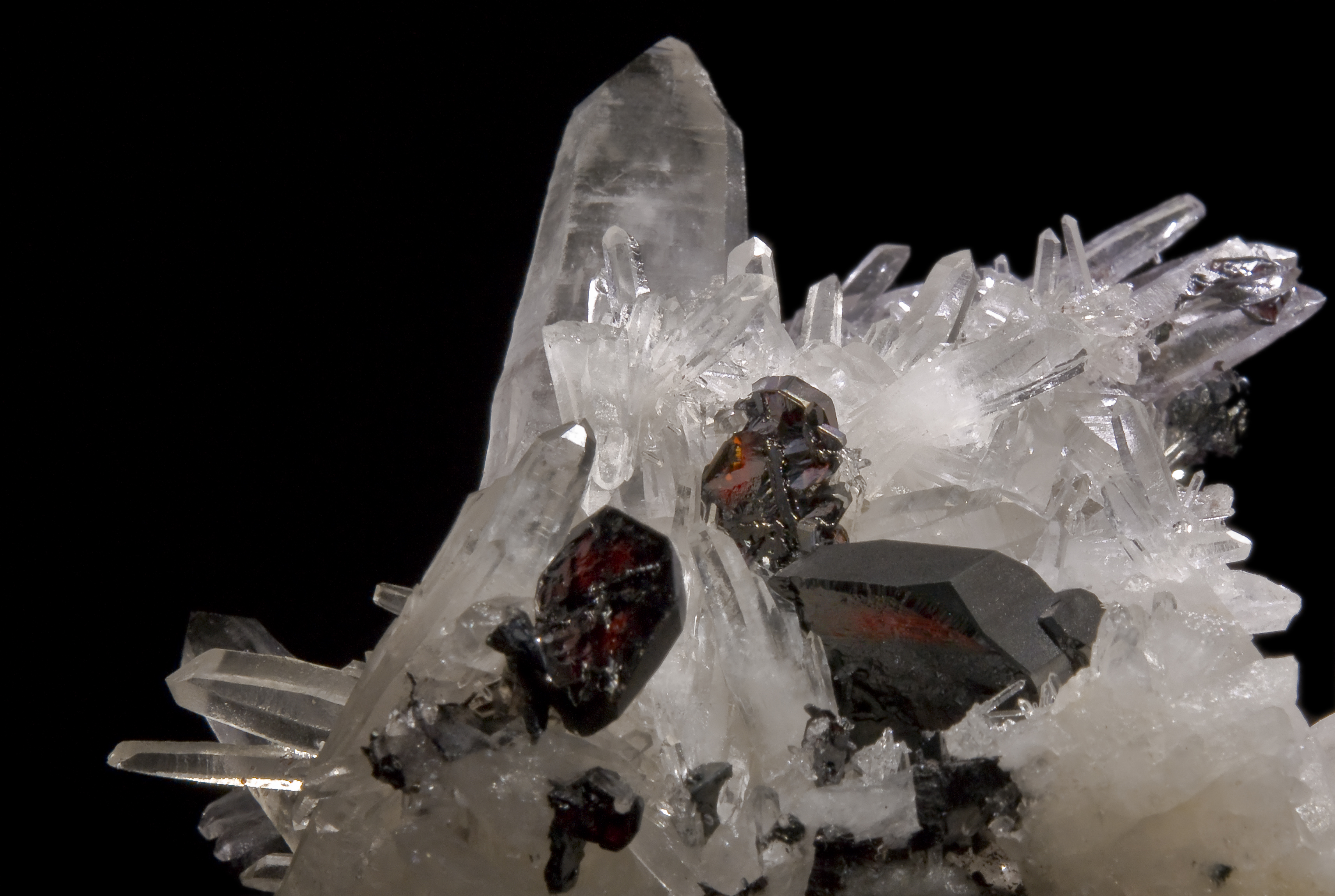
Hübnérite et quatz - Mine de Mondo Nuevo, Pérou